# Niphanda
Niphanda là một chi bướm ngày thuộc họ Lycaenidae.